# Franco Bernini (regista)
Franco Bernini (Viterbo, 5 giugno 1954) è uno sceneggiatore e regista italiano.

## Biografia
Nel 1978 si laurea in Filosofia presso l'Università degli Studi di Roma "La Sapienza".
Dal 1987 ha scritto la sceneggiatura per numerosi film, tra i quali Notte italiana, La lingua del santo e A cavallo della tigre di Carlo Mazzacurati, Il portaborse e La settimana della Sfinge di Daniele Luchetti, Sud di Gabriele Salvatores. Nel 1988 viene nominato agli European Film Awards come miglior sceneggiatura per il film Domani accadrà di Daniele Lucchetti.
Nel 1997 debutta come regista per il cinema con Le mani forti, con Claudio Amendola e Francesca Neri. Bernini viene nominato al David di Donatello come migliore regista esordiente, ed al Brussels International Film Festival come miglior film europeo. Il film partecipa al Festival di Cannes, nella sezione Semaine de la Critique, ed ottiene la Grolla d'Oro per la migliore sceneggiatura.
Ha diretto vari film televisivi, come Braibanti, un caso senza precedenti, Sotto la luna, Cuore di donna e L'ultima frontiera.
Ha diretto inoltre il documentario collettivo Firenze, il nostro domani e il mediometraggio Vivere con Marco Paolini, evento speciale al Festival di Venezia del 2001.
Ha pubblicato, tra l'altro, la raccolta di racconti Notti che valgono anni nel 1994, il racconto Guerre di confine nella raccolta Anticorpi nel 1997 e il romanzo La prima volta nel 2005. Nel gennaio 2017 pubblica il romanzo "A Ciascuno i suoi santi".
Dal 2010 è docente di riferimento dei corsi di sceneggiatura del Centro Sperimentale di Cinematografia di Roma.

## Filmografia parziale

### Regista

#### Cinema
- Le mani forti (1997)
- Vivere - mediometraggio (2001)
- Firenze, il nostro domani  - documentario (2003)

#### Televisione
- Braibanti, un caso senza precedenti (1996)
- Sotto la luna (1998)
- Cuore di donna (2002)
- L'ultima frontiera (2006)

### Sceneggiatore

#### Cinema
- Notte italiana, regia di Carlo Mazzacurati (1987)
- Domani accadrà, regia di Daniele Luchetti (1988)
- Il prete bello, regia di Carlo Mazzacurati (1989)
- La settimana della Sfinge, regia di Daniele Luchetti (1990)
- Il portaborse, regia di Daniele Luchetti (1991)
- Un'altra vita (1992)
- Condannato a nozze (1993)
- Sud, regia di Gabriele Salvatores (1993)
- Le mani forti, regia di Carlo Mazzacurati (1997)
- La lingua del santo, regia di Carlo Mazzacurati (2000)
- A cavallo della tigre, regia di Carlo Mazzacurati (2002)
- A casa nostra, regia di Francesca Comencini (2006)

#### Televisione
- La romana (1988)
- Missus (1993)
- Braibanti, un caso senza precedenti (1996)
- Sotto la luna (1998)
- Cuore di donna (2002)
- L'ultima frontiera (2002)
- Adriano Olivetti - La forza di un sogno (2013)
- Aldo Moro - Il professore - film TV (2018)
- Enrico Piaggio - Un sogno italiano, regia di Umberto Marino - film TV (2019)
- Io ricordo, Piazza Fontana, regia di Francesco Miccichè – docufilm (2019)
- La lunga notte - La caduta del Duce, regia di Giacomo Campiotti – serie TV (2024)